# Gladau
Gladau est un village de Saxe-Anhalt en Allemagne qui a été intégré à la commune de Genthin en 2009. Il fait partie de l'arrondissement de Jerichow-Campagne. Il comprenait 697 habitants au 31 décembre 2007.